# 模範里

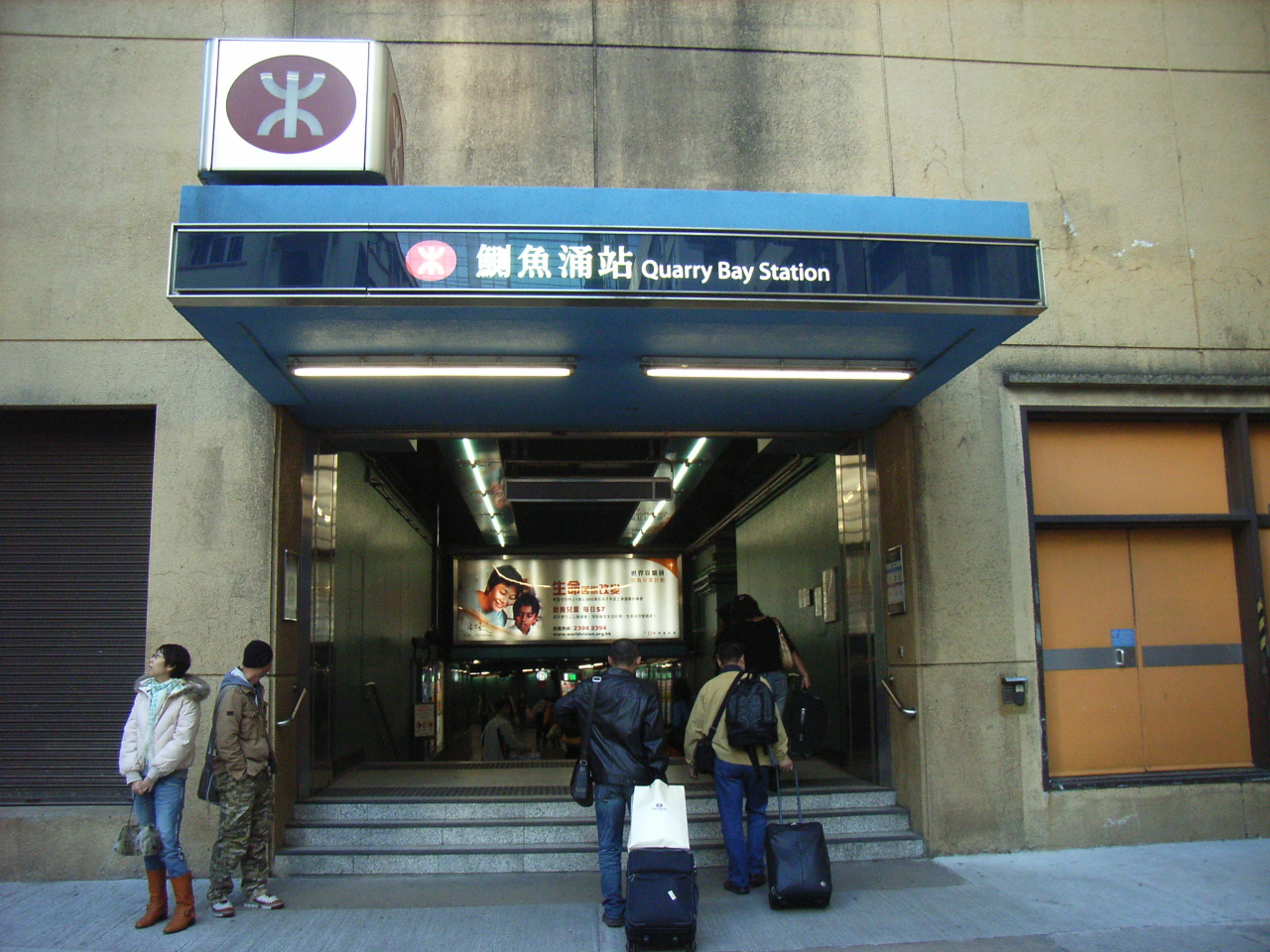
港鐵車站入口在模範里的南端

模範里（英語：Model Lane）是一條位於香港島七姊妹的街道，因興建在其東側的模範邨命名。它由英皇道向南伸延至香港青年協會大廈前止，是一條死路。該街道自英皇道至七姊妹道路口止為單向南行，以南至其盡頭則為雙程行車。
港鐵鰂魚涌站在模範里設有出口，並有獨立的車站大堂，該車站大堂和鰂魚涌站的另一個設在太古坊的車站大堂並不是直接連通，必須通過位於車站收費區的月台才能往返這兩個同屬一站的車站大堂，因此地鐵乘客必須根據位於月台的指示牌前往模範里的車站出口，一旦出閘，便只能沿英皇道往另一個出口。雖然位於北角的模範里和位於鰂魚涌的太古坊出口都同屬鰂魚涌站，但兩出口間的步程頗遠。
由於該街道正對港鐵車站出口，因此有不同機構在此街道為轄下接駁交通設立站點，包括樹仁大學及區內的寫字樓大廈。

## 主要建築物
- 港鐵鰂魚涌站 C 出口
- 香港青年協會大廈 [1]
- 模範邨
- 香港殯儀館